# 余接束
数学、特に微分幾何学において、滑らかな多様体の余接束（よせつそく、英語: cotangent bundle）は、多様体のすべての点におけるすべての余接空間からなるベクトル束である。それはまた接束の双対束として記述することもできる。

## 対角写像による形式的な定義
M を滑らかな多様体とし M × M を M の自身とのカルテジアン積とする。対角写像 Δ は M の点 p を M × M の点 (p, p) に送る。Δ の像は対角線 (diagonal) と呼ばれる。{\displaystyle {\mathcal {I}}} を対角線上消える M × M 上の滑らかな関数の芽の層とする。このとき商層 {\displaystyle {\mathcal {I}}/{\mathcal {I}}^{2}} はより高次の項を法として対角線上消える関数の同値類からなる。余接層はこの層の M への引き戻しである。
{\displaystyle \Gamma T^{*}M=\Delta ^{*}({\mathcal {I}}/{\mathcal {I}}^{2}).}
テイラーの定理によって、これは M の滑らかな関数の芽の層に関して加群の局所自由層である。したがってそれは M 上のベクトル束、余接束 (cotangent bundle) を定義する。
余接束の滑らかな断面は微分 1-形式である。

## 多様体における反変性
多様体の滑らかな射 {\displaystyle \phi \colon M\to N} は M 上の引き戻し層 {\displaystyle \phi ^{*}T^{*}N} を誘導する。ベクトル束の誘導される写像 {\displaystyle \phi ^{*}(T^{*}N)\to T^{*}M} が存在する。

## 相空間としての余接束
余接束 X=T*M はベクトル束であるから、それはそれ自身多様体と見ることができる。T*M の定義が底空間 M の微分トポロジー (differential topology) に関係づける方法のために、 X は自然な 1-形式 θ （canonical one-form あるいは tautological one-form あるいは symplectic potential）を有する。θ の外微分は斜行 2-形式 (symplectic 2-form) であり、そこから非退化体積形式 (volume form) が X に対して構成できる。例えば、結果として X は常に向き付け可能な多様体である（つまり X の接束は向き付け可能なベクトル束である）。座標の特別な集合を余接束上定義できる。これらは自然座標 (canonical coordinates) と呼ばれる。余接束はシンプレクティック多様体 (symplectic manifold) と考えることができるから、余接束上の任意の実関数はハミルトニアンであると解釈することができる。したがって余接束はハミルトン力学が演じる相空間であると理解できる。

### 自然 1-形式
余接束は自然 1-形式 (tautological one-form) θ（Poincaré 1-形式あるいは Liouville 1-形式とも呼ばれる）をもっている。（この形式は、混乱を招くこともあるが、canonical one-form とも呼ばれる。）これが意味するのは、T*M をそれ自身多様体と見たときに、T*M 上のベクトル束 T*(T*M) の断面が存在するということである。
この断面はいくつかの方法で構成することができる。最も初等的な手法は局所座標 (local coordinates) を使うことである。xi を基礎多様体 (base manifold) M 上の局所座標系とする。これらの基礎座標系の言葉で言うと、ファイバー座標系 pi が存在する： T*M の特定の点における 1-形式は（アインシュタインの縮約記法を使って）pidxi の形をしている。なので多様体 T*M はそれ自身局所座標 (xi, pi) をもっている、ただし x は基礎上の座標で p はファイバーにおける座標である。自然 1-形式はこれらの座標系において
{\displaystyle \theta _{(x,p)}=\sum _{{\mathfrak {i}}=1}^{n}p_{i}dx^{i}.}
によって与えられる。本質的には、T*M の各固定された点での自然 1-形式の値は引き戻しとして与えられる。具体的には、π: T*M → M を束の射影 (projection) としよう。Tx*M の点を取ることは M の点 x と x における 1-形式 ω を選ぶことと同じであり、自然 1-形式 θ は点 (x, ω) に値
{\displaystyle \theta _{(x,\omega )}=\pi ^{*}\omega .}
を割り当てる。つまり、余接束の接束におけるベクトル v に対して、自然 1-形式 θ の (x, ω) における v への適用は v を dπ: TT*M → TM を使って x における接束に射影し ω をこの射影に適用することで計算される。自然 1-形式は基礎 M 上の 1-形式の引き戻しではないことに注意する。

### 斜交形式
余接束は、自然 1-形式、symplectic potential、の外微分として、それ上の自然な斜交 2-形式 (symplectic 2-form) をもつ。この形式が実際に斜交であることの証明は、斜交であることは局所的な性質であることを注意することによってできる。余接束は局所的に自明であるから、この定義は {\displaystyle \mathbb {R} ^{n}\times \mathbb {R} ^{n}} 上でチェックされるだけでよい。しかしそこで定義される 1-形式は {\displaystyle y_{i}dx_{i}} の和であり、微分は自然な斜交形式、{\displaystyle dy_{i}{\land }dx_{i}} の和である。

### 相空間
多様体 M が力学系における可能な位置の集合を表していれば、余接束 T*M を可能な位置と運動量の集合と考えることができる。例えば、これは振り子の相空間を記述する方法である。振り子の状態は、その位置（角度）と、その運動量（あるいは同じことだが、その速度、なぜならばその質量は変わらないから）によって決定される。全状態空間はシリンダーのように見える。シリンダーは円の余接束である。上のシンプレクティックな構成は、適切なエネルギー関数と一緒に、系の物理の完全な決定を与える。より多くの情報はハミルトン力学を、動きのハミルトニアン方程式の明示的な構成は en:geodesic flow の記事を参照。